# 맥머도 기지

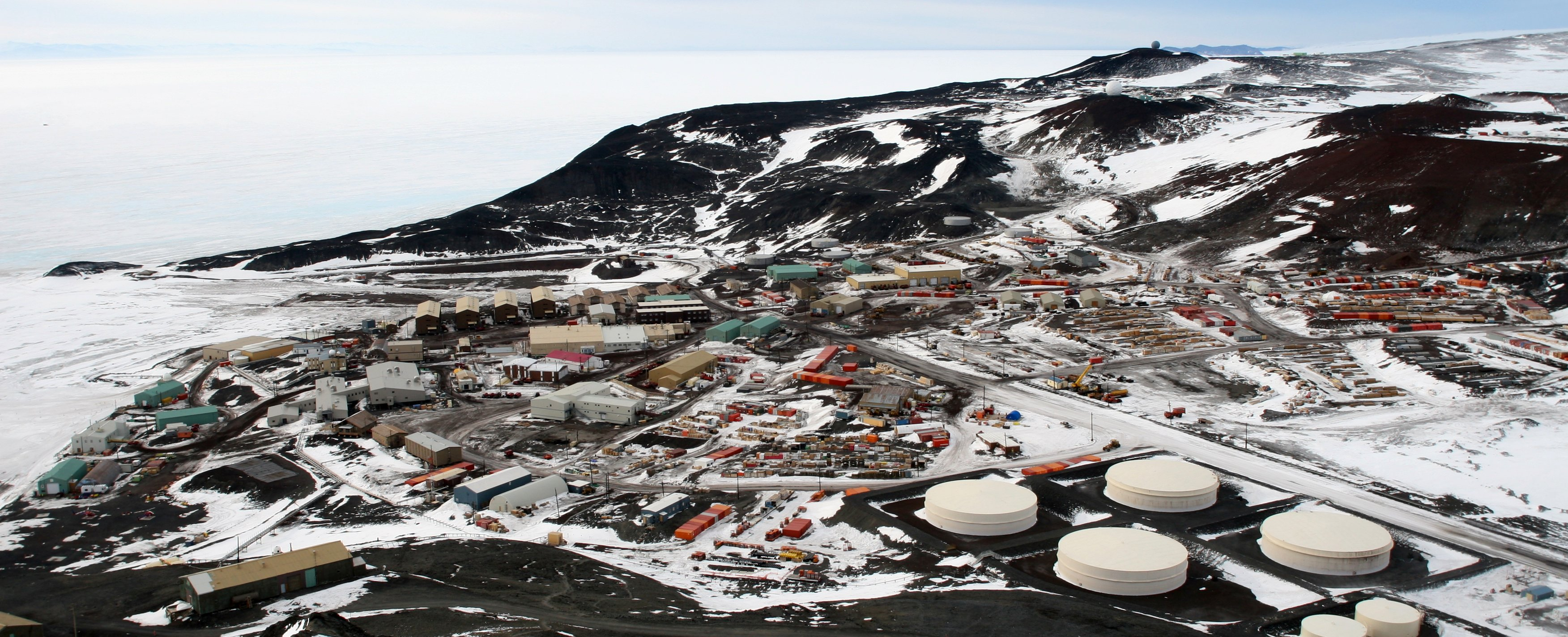
상공에서 본 맥머도 기지의 전경

맥머도 기지(McMurdo Station)는 미국의 남극관측기지이다. 남위 77도 51분, 동경 166도 40분의 로스 섬 남단부에 위치해 있다.

## 개요
1956년에 미국 해군이 현지에 설영한 거점을 기본으로 하고 있다. 현재는 레이시온-폴라 서비스 사가 운영하고 있으며, 남극점의 아문센-스콧 기지의 보급 중계점 역할을 하고 있다. 맥머도 기지는 남극관측기지 중에서 가장 큰 규모로, 100개 이상의 건물로 구성되어 있다. 숙박 인원은 여름에 1,000여명이 머무르며, 겨울에도 200여명이 상주한다. 접근도 용이하고 선박의 접안이 가능한 것 이외에 3개의 활주로를 갖추고 있다.
기지에 전력과 난방비용을 저렴하고 안정적으로 공급하기 위해서 1962년에는 소형 원자력 발전소가 건설되었다. 그 이후 10년 정도 가동되고 있었으나, 기지의 접근성이 향상됨에 따라서 연료 수송이 가능해져 1972년 가동이 중단되었다.

## 같이 보기
- 아문센-스콧 기지
- 남극 탐사 목록
- 리틀 아메리카 기지
- 맥머도만
- 에러버스산
- 플래토 기지
- 남극 기지
- 로스 빙붕